# Eucera alborufa
Eucera alborufa là một loài Hymenoptera trong họ Apidae. Loài này được Radoszkowski mô tả khoa học năm 1872.